# Рашидов, Шамил Газигандович
Шамил Газигандович Рашидов (14 февраля 1993; с. Ленинкент, Карабудахкентский район, Дагестан, Россия) — российский борец и тренер по вольной борьбе школы имени Курамагомеда Курамагомедова в Каспийске. Заслуженный тренер России. Тренер бронзового призёра Олимпийских игр Гаджимурада Рашидова.

## Биография
Сначала тренировался в родном селе Ленинкент Карабудахкентского района, его отец Газиганд Рашидов, постелив дома на полу старые матрасы, стал обучать его с его младшим братом Гаджимурадом азам вольной борьбы. В 2011 году тренировался в махачкалинской школе имени Гамида Гамидова, а затем перебрался в каспийскую школу имени Курамагомеда Курамагомедова. В начале июля 2016 года во дворце спорта имени Али Алиева в Каспийске в финале международного турнира имени Али Алиева уступил Исмаилу Мусукаеву. 28 ноября 2018 года ему было присвоено звание мастер спорта России. После окончания спортивной карьеры работает тренером. Является тренером своего младшего брата Гадждимурада. 15 сентября 2022 года ему было присвоено звание заслуженный тренер России.

## Известные воспитанники
- Рашидов, Гаджимурад Газигандович — бронзовый призёр Олимпийских игр;

## Личная жизнь
По национальности — даргинец. 